# Sanedrín
El sanedrín (en hebreo y arameo: סנהדרין; en griego: Συνέδριον, synedrion, literalmente 'sentarse juntos') fue una asamblea o consejo de sabios conformado por setenta y un rabinos en cada ciudad de la Tierra de Israel, que hacían la función de juez. En el período del Segundo Templo, el gran sanedrín se reunía en el Templo, en Jerusalén, en el llamado Salón de las Piedras Talladas. El gran sanedrín se reunía todos los días, excepto en los festivales judíos y en el sábado (Shabat). El sanedrín constaba de setenta y un miembros: el sumo sacerdote de Israel y setenta hombres prominentes de la nación.

## Disolución
Tras la destrucción del Segundo Templo, en el año 70, el sanedrín se restableció en Yavneh con autoridad reducida, aunque tanto el gobierno imperial romano como la legislación todavía continúan reconociéndolo como la máxima autoridad en materia religiosa.
En 80 se trasladó a Usha, bajo la presidencia de Gamaliel II. En 116 pasó de nuevo a Yavneh, y otra vez de vuelta a Usha. Se mudó en 140 a Shefaram bajo la presidencia de Shimon ben Gamaliel II, y nuevamente se traslada en 163 a Beth Shearim y Séforis, bajo la presidencia de Judá I. Por último, se trasladó a Tiberíades, en 193, bajo la presidencia de Gamaliel III (193-220), hijo de Judá Hanasí, donde se convirtió más bien en un consistorio. Pero todavía conserva, bajo la presidencia de Judá II (220 a 270), el poder de la excomunión.
Durante la presidencia de Gamaliel IV (desde 270 hasta 290), abandonó el nombre de «sanedrín», reemplazándolo por el de «Beth Hamidrash».
Como reacción a la postura projudía del emperador Juliano, Teodosio I prohibió las sesiones del sanedrín  y declaró ilegal la ordenación. El derecho romano indicaba la pena de muerte a todo rabino que recibiera la ordenación y la destrucción completa de la ciudad donde tuviera lugar la misma.

Dado que el calendario hebreo se basa en el testimonio de los testigos, algo que se había tornado demasiado peligroso por la postura romana, Hillel II recomienda cambiar a un calendario basado en cálculos matemáticos. Este calendario se adoptó en el año 358 en una sesión clandestina del sanedrín, la que probablemente fuera la última sesión y definitivamente fue su última decisión de importancia.
Gamaliel VI (400-425) fue el último presidente del sanedrín. Con su muerte en 425, ejecutado por Teodosio II por haber construido nuevas sinagogas en contra del decreto imperial, el título de Nasí, último vestigio del antiguo sanedrín, se convirtió en ilegal. Un decreto imperial del año 426 derivó el impuesto de los patriarcas (post excessum patriarchorum) en el tesoro imperial.[cita requerida]

## Estructura, funciones y procedimientos
El sanedrín se atribuía funciones que los tribunales menores judíos no poseían. Como tales, eran los únicos que podrían juzgar al rey, ampliar los límites del Templo y de Jerusalén, y eran aquellos que resolvían toda pregunta relacionada con la interpretación de la ley.
Antes de 191 a. C., el sumo sacerdote actuaba ex officio como jefe del sanedrín, pero en el 191 a. C., cuando el sanedrín perdió la confianza en el sumo sacerdote, se creó el cargo  de Nasí (presidente). 
Después de la época de Hillel el Viejo (finales del siglo I a. C. y principios del siglo I d. C.), el Nasí era casi siempre un descendiente de Hillel. El segundo miembro de más alto rango del sanedrín se llamaba Av Beit Din, o jefe de la corte (literalmente, Beit Din = 'casa de la ley'), que presidía el sanedrín cuando sesionaba como un tribunal penal.
El sanedrín se reunía en el edificio conocido como el Salón de Piedras Talladas (Lishkat Ha-Gazith), que tanto el Talmud como muchos estudiosos ubican en la pared norte del Monte del Templo, encontrándose la mitad en el interior del santuario y la otra mitad fuera de él, con puertas de acceso tanto hacia el Templo como hacia  el exterior. El nombre de la sala servía probablemente para distinguirla de los edificios en el complejo del Templo utilizados con fines rituales, que debieron ser construidos de piedras sin tallar con alguna herramienta de hierro.

## Intentos de renovación
Desde la disolución del sanedrín, en el año 358, no se ha reconocido universalmente autoridad dentro de la ley judía. 
Maimónides (1135-1204) fue uno de los más grandes eruditos de la Edad Media y es posiblemente uno de los estudiosos más ampliamente aceptados entre el pueblo judío, desde la clausura del Talmud en el año 500. Influido por la escuela racionalista del pensamiento y, en general, inclinado por una redención natural —asumiendo una postura compatibilista— del pueblo judío, Maimónides propone una solución racionalista para lograr el objetivo de restablecer el más alto tribunal en la tradición judía, invistiéndolo de la misma autoridad que gozaba originalmente. Ha habido varios intentos para aplicar las recomendaciones de Maimónides, la última de ellas en los tiempos modernos. 
El problema de la reinstauración del sanedrín radica en que, al interrumpirse su actividad, no existía un ente con la autoridad suficiente para nombrar a alguien como miembro del mismo. La propuesta de Maimónides se encuentra en su obra Mishné Tora:

Me parece que si todos los sabios de la Tierra de Israel consienten en nombrar dayanim (jueces) y concederles semijá (ordenación), tienen el derecho de musmajim y puedan juzgar los casos de pena y están autorizados para conceder semijá a los demás [restaurando así] bíblica ordenación.
(Mishé Tora, Hiljot Sanedrín 4:11)

A partir de esta posición, ha habido intentos de renovar la ordenación rabínica y restablecer un sanedrín: el rabino Jacob Berab en 1538, el rabino Israel Shklover en 1830, el rabino Aharon HaCohen Mendel en 1901, el Rabino Zvi Kovsker en 1940 y el rabino Yehuda Leib Maimón en 1949, además del sanedrín de Napoleón, en 1806.
El último intento es de octubre de 2004 (Tishrei 5765), cuando un grupo de rabinos que representan diversas comunidades ortodoxas en Israel llevó a cabo una ceremonia en Tiberíades, donde el sanedrín original se había disuelto, en la que el grupo restablece el sanedrín de acuerdo con la propuesta de Maimónides y la obra jurídica del rabino Joseph Caro (el autor del Shulján Aruj). Esta iniciativa no ha sido reconocida universalmente, y la mayor parte de los rabinos más reconocidos dentro del mundo ortodoxo optaron por no formar parte de la misma (aunque en general se abstuvieron de condenarla).